# Diastella
- Commons
- Wikispecies

Diastella é um género botânico pertencente à família Proteaceae.